# Brett Helquist
Brett Helquist é um ilustrador americano, tendo contribuído com trabalhos famosos como Desventuras em Série.. 
Nasceu em 1966 em Ganado, no Arizona, e cresceu em Orem, Utah, com suas seis irmãs. Ele diz que quando criança não ia a museus de arte, e que sua paixão pela arte veio de todas as revistas em quadrinhos que leu. Formou-se em Bacharel em Artes Plásticas pela Universidade Brigham Young e desde 2004 vive em Nova Iorque. Já publicou na revista Cricket e em The New York Times.
Seu primeiro trabalho foi com um ilustrador chamado Robert Neubecker, e depois, por sete anos Helquist trabalhou em jornais e revistas.